# 나나세 아야카
나나세 아야카(일본어: 七瀬 彩夏 ななせ あやか[*], 1994년 7월 11일 ~ )는 일본의 도쿄도 출신 여성 성우로 액셀원 소속이다.

## 출연작

### TVA
- 2015년
  - 오레모노가타리 - 중학생2
  - GO! 프린세스 프리큐어 - 키라라의 팬
  - Dance with Devils - 여학생

- 2016년
  - 나만이 없는 거리 - 오사무
  - 문호 스트레이 독스 - 칼
  - SERVAMP - 시로타 마히루(少), 유리
  - 아이돌 메모리즈 - 여자아이
  - 암살교실 - 모리
  - 언해피♪ - 여자
  - 노래의☆왕자님♪ 진심 LOVE 레전드 스타 - 오토야(少)
  - 타임 트래블 소녀 ~마리&와카와 8명의 과학자들~ - 보육교사
  - 배틀 스피리츠 더블 드라이브 - 어린이
  - 매직 큥! 르네상스 - 여학생
  - 라그나 스트라이크 엔젤스 - 오퍼레이터

- 2017년
  - 사쿠라 퀘스트 - 코하루 요시노
  - 견습신 비밀의 코코타마 - 라이치
  - 유우키 유우나는 용사다: 와시오 스미의 장/용사의 장 - 클래스메이트
  - 시간의 지배자 - 여성A
  - 츠우카아 - 무라타 이즈미
  - 신 도라에몽 - 어린이
  - SUPER LOVERS 2 - 휴대폰샵의 점원
  - 아이돌 타임 프리파라 - 루이, 미사키, 마이, 유미
  - 복면계 노이즈 - 여고생
  - 왕실교사 하이네 - 브루노(少)
  - 요괴 아파트의 우아한 일상 - 1학년 여학생

- 2018년
  - 팝팀에픽 - 소녀A
  - 코믹 걸즈 - 니지노 미하루
  - 타다 군은 사랑을 하지 않는다 - 고양이
  - 로드 오브 버밀리온: 홍련의 왕 - 여학생
  - 야마노스스메 3기 - 미오, 여성 리포터
  - 중간관리록 토네가와 - 곤타의 과거 여친
  - 하네배드! - 선수
  - 이윽고 네가 된다 - 여학생
  - 츠루네 -카제마이고교 궁도부- - 시라키쿠 노아
  - 메이저 세컨드 - 투수
  - 하이스쿨 D×D HERO - 여자
  - 카드파이트!! 뱅가드(2018) - 고양이 집사
  - 페르소나 5 the Animation - 뉴스 캐스터
  - 키라키라 해피★ 열려라! 코코타마 - 모치즈키 미쿠, 오바타 츠바사(少), 오오조라 스바루, 츠미키, 티아, 펜네, 케티, 와카나 등
  - 벨제붑 아가씨의 뜻대로 - 여성직원

- 2019년
  - 이세계 치트 마술사 - 메히르
  - 길모퉁이 마족 - 메타코
  - 후르츠 바스켓 - 소마 카즈마(幼)
  - 이 용사가 ZZANG센 주제에 너무 신중하다 - 오란도
  - 소라의 날개 - 초등학생, 소녀, 야마모토
  - B-PROJECT ~절정*이모션~ - 어시스턴트
  - 던전에서 만남을 추구하면 안 되는 걸까 Ⅱ - 샤레이

- 2020년
  - 어떤 과학의 초전자포 T - 대패성제 위원
  - 이종족 리뷰어스 - 루루
  - 어설트 릴리 BOUQUET - 이토 시즈
  - 카구야 님은 고백받고 싶어? ~천재들의 연애 두뇌전~ - 여학생
  - 소말리와 숲의 신 - 점원
  - 섀도우버스 - 야구소년
  - 던전앤파이터: 역전의 바퀴 - 용족 소녀
  - 주문은 토끼입니까? BLOOM - 어린이
  - 힐링굿♡ 프리큐어 - 슈이치
  - 이와카케루! -Climbing Girls- - 여자아이

- 2021년
  - 슈퍼커브 - 레이코
  - 여신 기숙사의 사감군 - 사오토메 아테나
  - BLUE REFLECTION RAY - 친구, 학생
  - 크레용 신짱 - 카와이 히토미
  - 무직전생 ~이세계에 갔으면 최선을 다한다~ - 간호사
  - WIXOSS DIVA (A) LIVE - 클래스메이트, 여학생
  - 예를 들어 라스트 던전 앞 마을의 소년이 초반 마을에서 사는 듯한 이야기 - 거리의 여성
  - 쓰르라미 울 적에 업 - 추종자
  - 호리미야 - 여학생
  - 이상한 과자가게 전천당 - 츠가와 모에미
  - 괴롭히지 말아요, 나가토로 양 - 아가씨
  - 문호 스트레이독스 멍! - 칼
  - 에덴즈 제로 - B큐버
  - 바니타스의 수기 - 노에(少)
  - 현실주의 용사의 왕국 재건기 - 크리스 타키온
  - 보이는 여고생 - 히토에
  - TVA 귀멸의 칼날: 무한열차편 - 귀살대원

### OVA
- 2015년
  - 노라가미 ARAGOTO OVA

- 2017년
  - 야마노스스메 추억의 선물 - 미오

- 2019년
  - 주문은 토끼입니까?? ~sing for you~ - 단역

### WEB
- 2016년
  - WHISTLE! 리메이크판 - 사쿠라이 미유키

- 2018년
  - B: The Beginning - 이자요이
  - 소드가이 The Animation - 가이(少), 사야카의 친구

- 2021년
  - 시치가하마에서 찾았다 - 야요이

### 극장판
- 2018년
  - 서뱀프: 앨리스 인 더 가든 - 유리
  - 리즈와 파랑새 - 취주악부원

- 2019년
  - 극장판 울려라! 유포니엄: 맹세의 피날레 - 스즈키 미레이
  - BLACKFOX - 이스루기 릿카
  - HELLO WORLD - 여학생

- 2023년
  - 극장판 울려라! 유포니엄: 앙상블 콘테스트 - 스즈키 미레이
  - 극장판 프리큐어 올스타즈 F - 큐어 버터플라이

- 미정
  - 테크닉틱스 - 레인

### 게임
- 2015년
  - 퀴즈RPG 마법사와 검은 고양이 위즈 - 사제 캄라나, 아사기 캄라나, 마그엘 디센
  - DYNAMIC CHORD feat.KYOHSO

- 2016년
  - 소환히메 - 랜슬롯
  - SA7 SILENT ABILITY SEVEN - 우도 마이
  - 크리스탈 오브 리유니온 - 나나
  - 그림 노츠 - 트라인 서넌도
  - 혜성의 알나디아 - 안셸라
  - 에이지 오브 이슈타리아 - 카샤, 나가토
  - Blackish House sideA→ - 미시마 안
  - 몬무스메☆하렘 - 프레
  - 전자 -감청의 장- - 霊姑孚

- 2017년
  - 마기아 레코드 마법소녀 마도카☆마기카 외전 - 호즈미 시즈쿠
  - 아오조라 언더걸즈 - 히비노 아야
  - 밀리히메 대전 ~RELOAD~ - 파브로프
  - 라라마지 - 아야코

- 2018년
  - 갓이터 3 - 룰루 바란
  - 기동전사 건담 배틀 오퍼레이션 2 - 텐더 비긴
  - 게슈탈트 오딘 - 이토하 시키

- 2019년
  - 벽람항로 - 헌터, 하디
  - 그랑블루 판타지 - 델피나
  - 식용계소녀 - 마도카
  - 황야의 코토부키 비행대 대공의 테이크오프 걸즈! - 아카리

- 2020년
  - 영원한 7일의 도시 - 아이코
  - 벽람항로 - U-37
  - ART CODE SUMMONER - 클로드 로랑
  - 소드 아트 온라인: 앨리시제이션 리코리스
  - 파이어 엠블렘 히어로즈 - 밀레디
  - 월드 프릿파 - 소티에스

- 2021년
  - 웃는 아르스노토리아 - 토톤

### 라디오/방송
- 라디오 닷아이 나나세 아야카의 나나이로 포켓☆
- 츄파커브 RADIO
- 오토죠!! ~나나세 아야카의 뭐, 뭐, 뭐라고 용서 안할 거니까!~
- 아야카 아야카 의한 아야카위한 니코 "아야카 Re!" (니코니코 생방송)